# Pacajus (tiểu vùng)
Pacajus là một tiểu vùng thuộc bang Ceará, Brasil. Tiều vùng này có diện tích 414 km², dân số năm 2007 là 77619 người.